# 欠电势沉积
欠电势沉积 (Underpotential Deposition, UPD) 是指在平衡电位以上发生的電沉積现象，其中最常见的是金属离子沉积为金属。
目前认为，欠电势沉积是发生沉积的金属M与电极表面的底物S之间强相互作用的结果。发生欠电势沉积的前提是M-S之间的作用力比起纯金属M的晶体中的M-M作用力更强。实验观察到的欠电势沉积主要是单层的，这为上面的机理提供了支持。
欠电势沉积在单晶表面比在多晶表面要显著得多。